# Берлински сборник
Берлинският сборник е среднобългарски ръкопис от края на 13 век – началото на 14 век.
Име смесено съдържание, като преобладават апокрифите и белетристиката.
Ръкописът се съхранява в Берлинската държавна библиотека под № 48, откъдето и името му. Открит и публикуван е от Вук Караджич в препис на пергамент в 135 листа четвъртина, след което Ватрослав Ягич открива друг препис, който днес се съхранява в Публичната библиотека на Петербург (Руска национална библиотека) в сбирката на Александър Хилфердинг под № 42 - в препис от 17 век.